# Lindtjärnen (Grava socken, Värmland, 659459-136470)
Lindtjärnen är en sjö i Karlstads kommun i Värmland och ingår i Göta älvs huvudavrinningsområde.